# MILNET

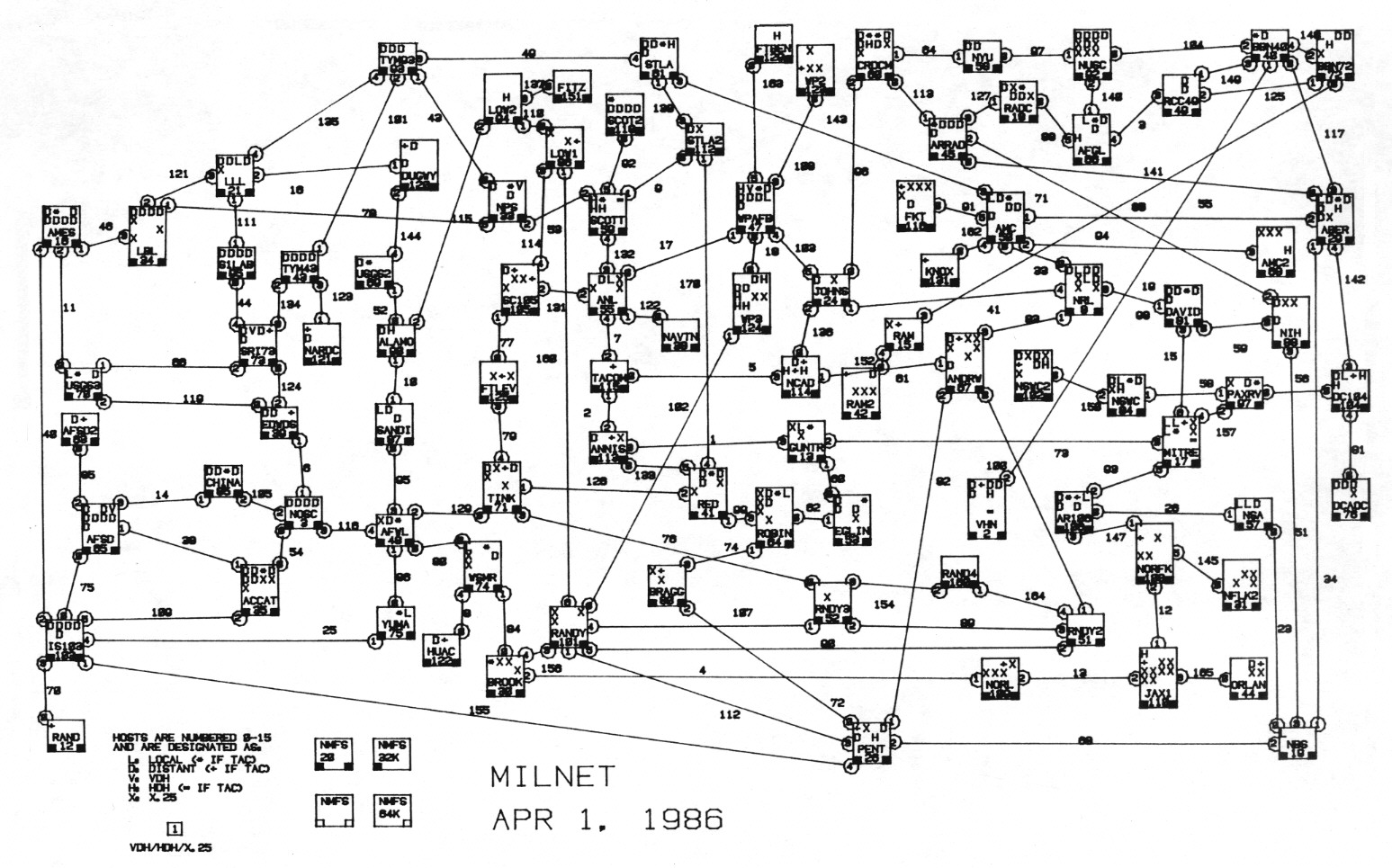
Milnet

MILNET (Military Network) bylo v informatice označení pro počítačovou síť armády USA, která vznikla v roce 1983 oddělením vojenské části sítě ARPANET, která byla prvotním zárodkem dnešního Internetu. MILNET sloužil Ministerstvu obrany Spojených států amerických pro zajištění síťové komunikace jeho jednotlivých složek, která nepodléhala utajení.

## Historie
Vznik ARPANETu v roce 1969 financovala agentura DARPA, která zamýšlela prakticky ověřit koncept decentralizované počítačové sítě. Vznikla tak síť, která byla zárodkem dnešního Internetu. Tehdejší ARPANET využívali pro účely nejrůznějšího výzkumu a vývoje akademičtí pracovníci amerických univerzit (zaměstnanci a studenti vysokých škol) a též vojáci, protože agentura DARPA patřila pod Ministerstvo obrany Spojených států amerických.
Vojenská část sítě se od ARPANETu oddělila v roce 1983, takže veškerá přímá spojení mezi těmito dvěma sítěmi byla z bezpečnostních důvodů uzavřena. Pomocí síťových bran bylo možno mezi jednotlivými sítěmi předávat data, typicky elektronickou poštu (E-mail). Firma BBN Technologies následně spravovala obě tyto sítě, které pro svou činnost využívaly velmi podobné technologie.
Během osmdesátých let se MILNET rozrostl a stala se z něho Defense Data Network. Defense Data Network byla celosvětová množina amerických vojenských sítí, které mohly disponovat rozdílnými úrovněmi zabezpečení. V devadesátých letech se z MILNETu stal NIPRNET (Non-classified Internet Protocol Router Network).